# Neodon lhozhagensis
Neodon lhozhagensis — вид гризунів з півдня Тибету, Китай. Виявлений з високогірних чагарників і пасовищ на висотах 2800–4000 метрів в окрузі Лхожаг. У цьому дослідженні використовувався інтегративний підхід, поєднуючи молекулярні та морфологічні дані для визначення таксономічного розташування виду. Результати підтвердили, що ці зразки представляють новий вид.